# Peter McParland
Peter James McParland, MBE (Newry, 25 de abril de 1934 – 4 de maio de 2025) foi um futebolista norte-irlandês.

## Biografia
Jogou principalmente pelo Aston Villa, onde passou dez anos, entre 1952 e 1962. Ganhou a FA Cup de 1957 marcando duas vezes na final, contra o Manchester United, a Segunda Divisão Inglesa de 1960 e a Copa da Liga Inglesa de 1961. Após deixar o Villa, jogaria por Wolverhampton Wanderers e Plymouth Argyle até parar, em 1964. Em 1967, jogou no Atlanta Chiefs, dos EUA.
McParland jogou 34 vezes pela Irlanda do Norte entre 1954 e 1962, marcando dez gols - metade deles na Copa do Mundo de 1958, onde marcou 5 dos 6 gols da Seleção Norte-Irlandesa: um na derrota por 1 x 3 para a Argentina, dois no empate em 2 x 2 com a campeã Alemanha Ocidental e dois na vitória de virada por 2 x 1 no jogo-desempate contra a Tchecoslováquia, classificando os irlandeses para as quartas-de-final. McParland é até hoje o maior artilheiro irlandês em Copas do Mundo.

## Morte
McParland morreu no dia 4 de maio de 2025, aos 91 anos.